# Зірка (Вишгородський район)
Зі́рка (до 2016 — Черво́на Зі́рка) — село в Україні, у Поліській селищній територіальній громаді Вишгородського району Київської області. Населення становить 99 осіб.

## Історія
18 лютого 2016 року перейменоване на Зірка.
19 липня 2020 року, в результаті адміністративно-територіальної реформи та ліквідації Поліського району, село увійшло до складу новоутвореного Вишгородського району. 
З лютого по квітень 2022 року село було окуповане російськими військами внаслідок вторгнення 2022 року.

## Населення

### Мова
Розподіл населення за рідною мовою за даними перепису 2001 року:
| Мова       | Кількість | Відсоток |
| ---------- | --------- | -------- |
| українська | 98        | 98.99%   |
| російська  | 1         | 1.01%    |
| Усього     | 99        | 100%     |